# 吳嵩 (成化進士)
吳嵩（1444年—？），字中立，江西撫州府臨川縣人，民籍，明朝政治人物。進士出身。

## 生平
早年出身國子生，后中举江西鄉試第五十名。成化十一年（1475年）乙未科會試第一百九十五名，殿試登進士第二甲第七十七名。历官扬州府知府，弘治元年（1488年）十二月巡按御史常新论其科罚罪，降职为福建都转运盐使司同知。

## 家族
曾祖父吳則彥。祖父吳仕彰。父亲吳天常。